# Heliponto

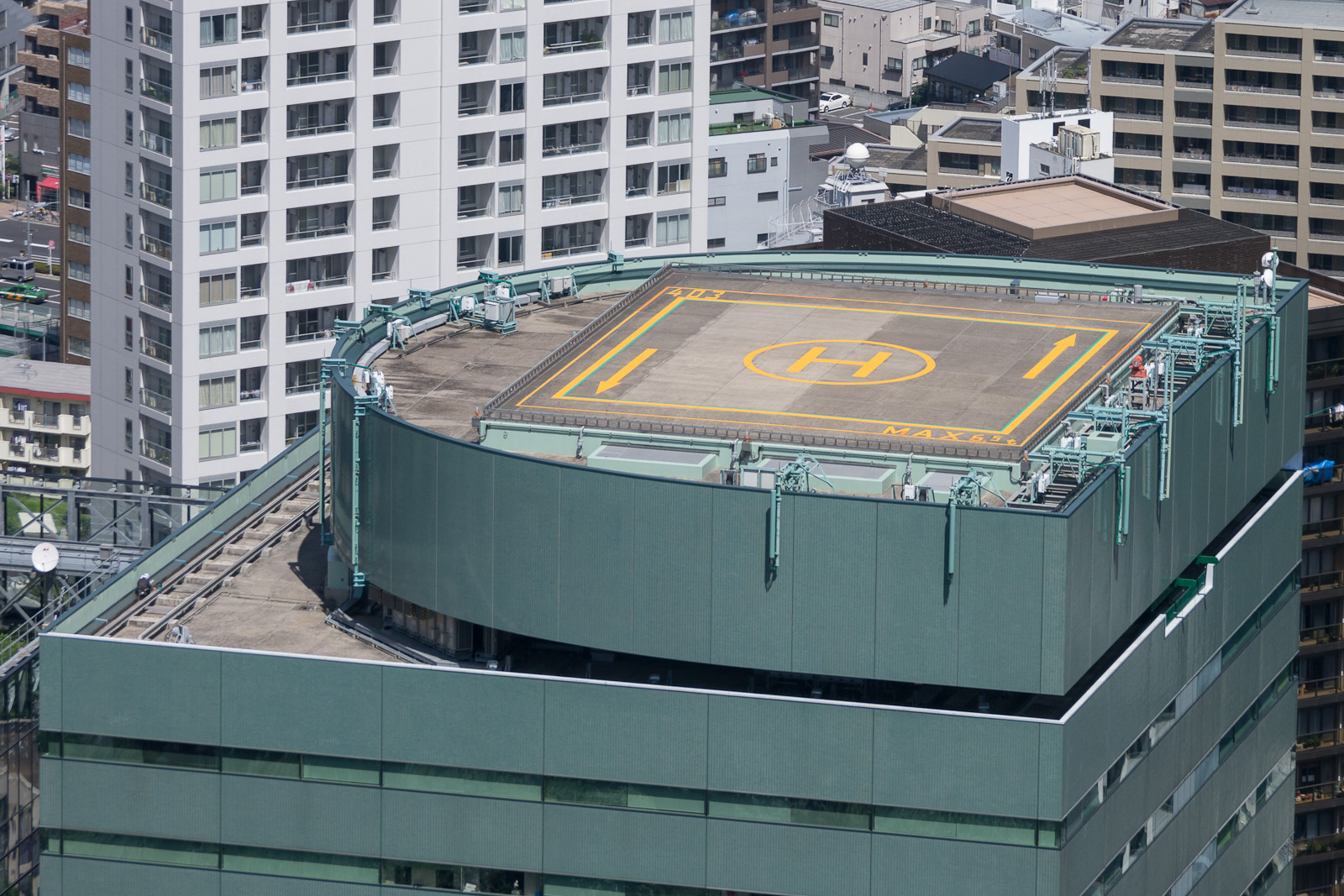
Heliponto em edifício no Japão

Um heliponto é uma área projetada exclusivamente para operações de pouso e decolagem de helicópteros. Diferentemente de um heliporto, o heliponto é uma estrutura mais simples, sem instalações complementares, como áreas de taxiamento, hangares, oficinas, reabastecimento ou pátios para estacionamento de aeronaves. Sua função principal é oferecer uma superfície segura e claramente marcada para operações de helicópteros, sendo amplamente utilizado em áreas urbanas, rurais, navios e plataformas offshore.

## Classificação

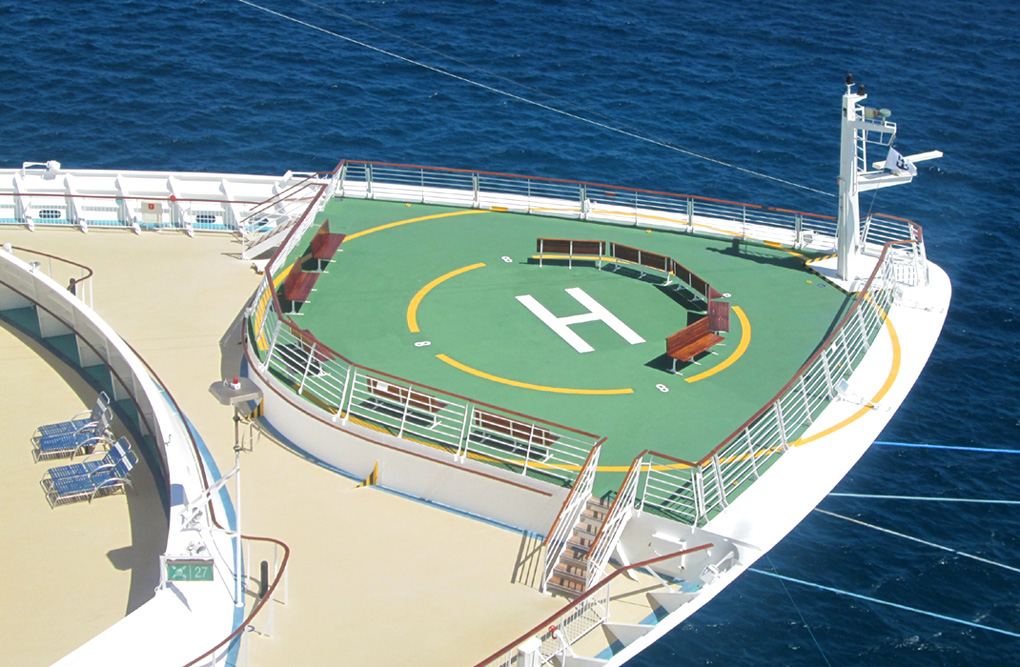
Heliponto em um navio de cruzeiro

Os helipontos são classificados como aeródromos e, portanto, seguem a mesma lógica de categorização, sendo divididos em:
- Civis ou militares: Helipontos militares são sempre considerados públicos, mas seu uso pode ser restrito conforme determinação da autoridade aeronáutica. Já os helipontos civis podem ser públicos ou privados.
- Públicos ou privados: Helipontos públicos estão disponíveis para uso geral, enquanto os privados são destinados a proprietários específicos e não podem ser explorados comercialmente.[3]

Essa classificação reflete a finalidade e as restrições de uso de cada heliponto, garantindo conformidade com as normas aeronáuticas.

## Estrutura
Um heliponto é composto por três elementos principais, cujo dimensionamento depende do tipo de helicóptero esperado e da frequência de uso:
1. Área de Toque (AT) ou Touchdown and Lift-Off Area (TLOF): Superfície onde o helicóptero realiza o contato direto com o solo durante o pouso ou decolagem.
2. Área de Pouso ou Decolagem (APD) ou Final Approach and Take-Off Area (FATO): Região que engloba a TLOF, projetada para manobras finais de aproximação e partida.
3. Área de Segurança (AS) ou Periférica: Zona ao redor da FATO que garante proteção contra obstáculos e segurança operacional.

Esses elementos são marcados com sinalizações específicas, como círculos, a letra "H" e, em alguns casos, números indicando o limite de peso (em milhares de quilos) ou o diâmetro máximo do rotor (em metros). A construção geralmente utiliza concreto para maior durabilidade, mas em situações temporárias, materiais como madeira ou tapetes modulares (rig mats) podem ser empregados.

## Usos Comuns
Helipontos são encontrados em diversos contextos, incluindo:
- Hospitais: Facilitam o transporte de pacientes em evacuação aeromédica ou serviços de ambulância aérea, frequentemente localizados no topo de edifícios para acesso rápido a centros de trauma.
- Edifícios comerciais e residenciais: Em grandes cidades, como São Paulo, helipontos em coberturas de arranha-céus suportam serviços de táxi aéreo ou evacuações de emergência.
- Navios e plataformas offshore: Conhecidos como helidecks, são usados em embarcações e plataformas de petróleo para transporte de pessoal e suprimentos, além de evacuações de emergência.
- Áreas remotas: Em operações como combate a incêndios florestais ou resgates, helipontos temporários são construídos para receber suprimentos ou evacuar pessoas.

## Legislação

### Brasil
No Brasil, a regulamentação de helipontos é feita pela Agência Nacional de Aviação Civil (ANAC), que estabelece normas para projeto, construção e operação. Em São Paulo, o Plano Diretor Estratégico de 2002 foi pioneiro ao exigir um Estudo de Impacto de Vizinhança (EIV) para a instalação de helipontos, considerando ruídos, ventos e impacto urbano. A cidade possui mais de 200 helipontos, refletindo sua relevância em áreas urbanas densas.
Os helipontos devem seguir padrões internacionais, como os da Organização da Aviação Civil Internacional (OACI), para garantir segurança e interoperabilidade.

## Curiosidades
- Heliponto mais alto do mundo: Localizado no Glaciar Siachen, na Índia, a 6.400 metros acima do nível do mar, é usado para operações militares e de resgate em condições extremas.
- Sinalização: Além da letra "H", helipontos em coberturas podem exibir números indicando o peso máximo suportado (em milhares de quilos) e o diâmetro máximo do rotor (em metros).
- Portabilidade: Helipontos portáteis, feitos com estruturas robustas, permitem operações em terrenos inclinados, como encostas ou leitos de rios, sendo transportados por helicópteros para locais remotos.

## Galeria

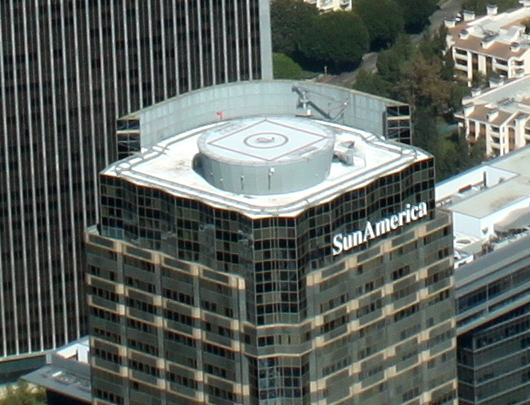
Heliponto no topo do SunAmerica Center, Califórnia, EUA
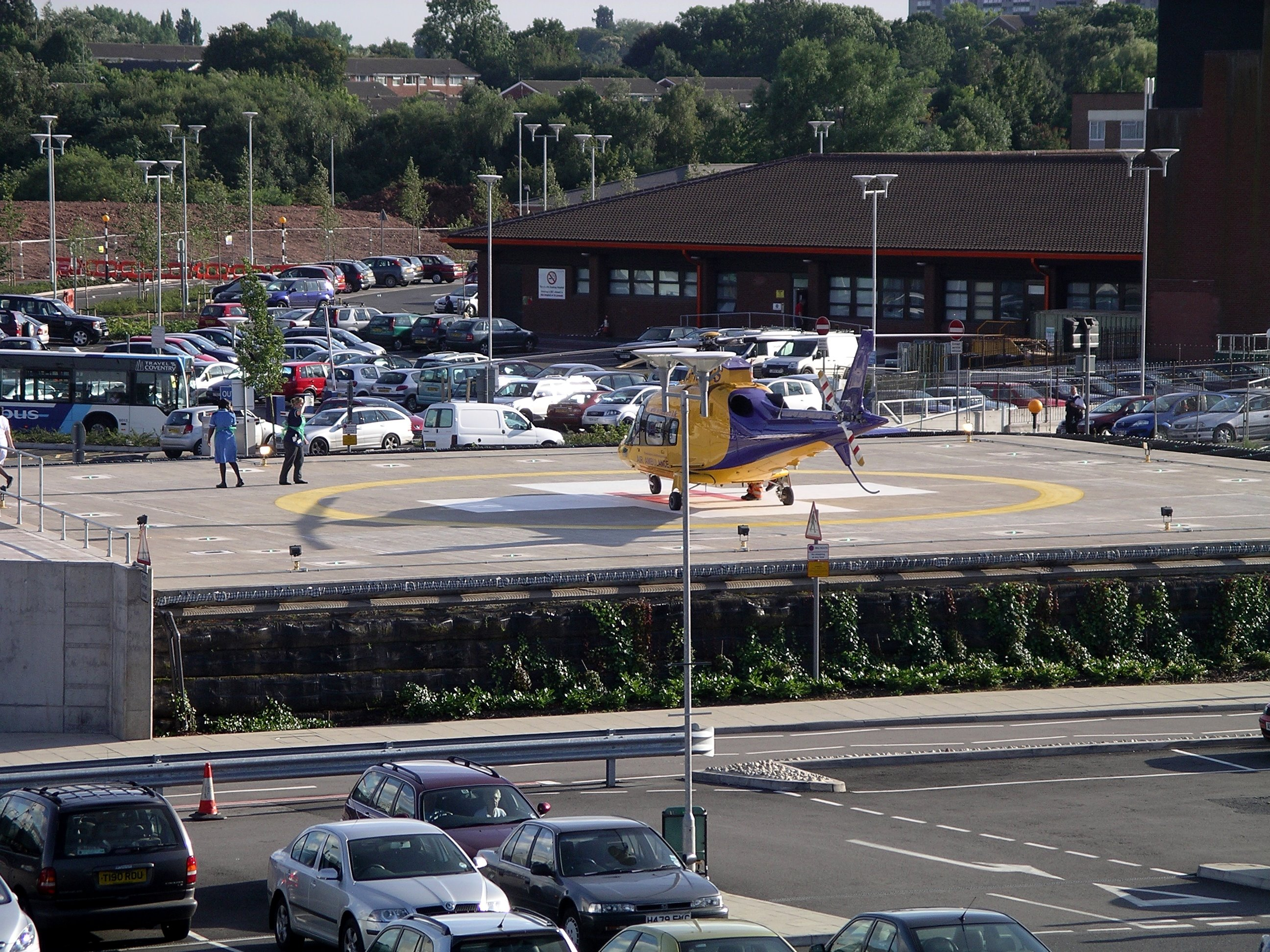
Heliponto principal do University Hospital Coventry, Inglaterra
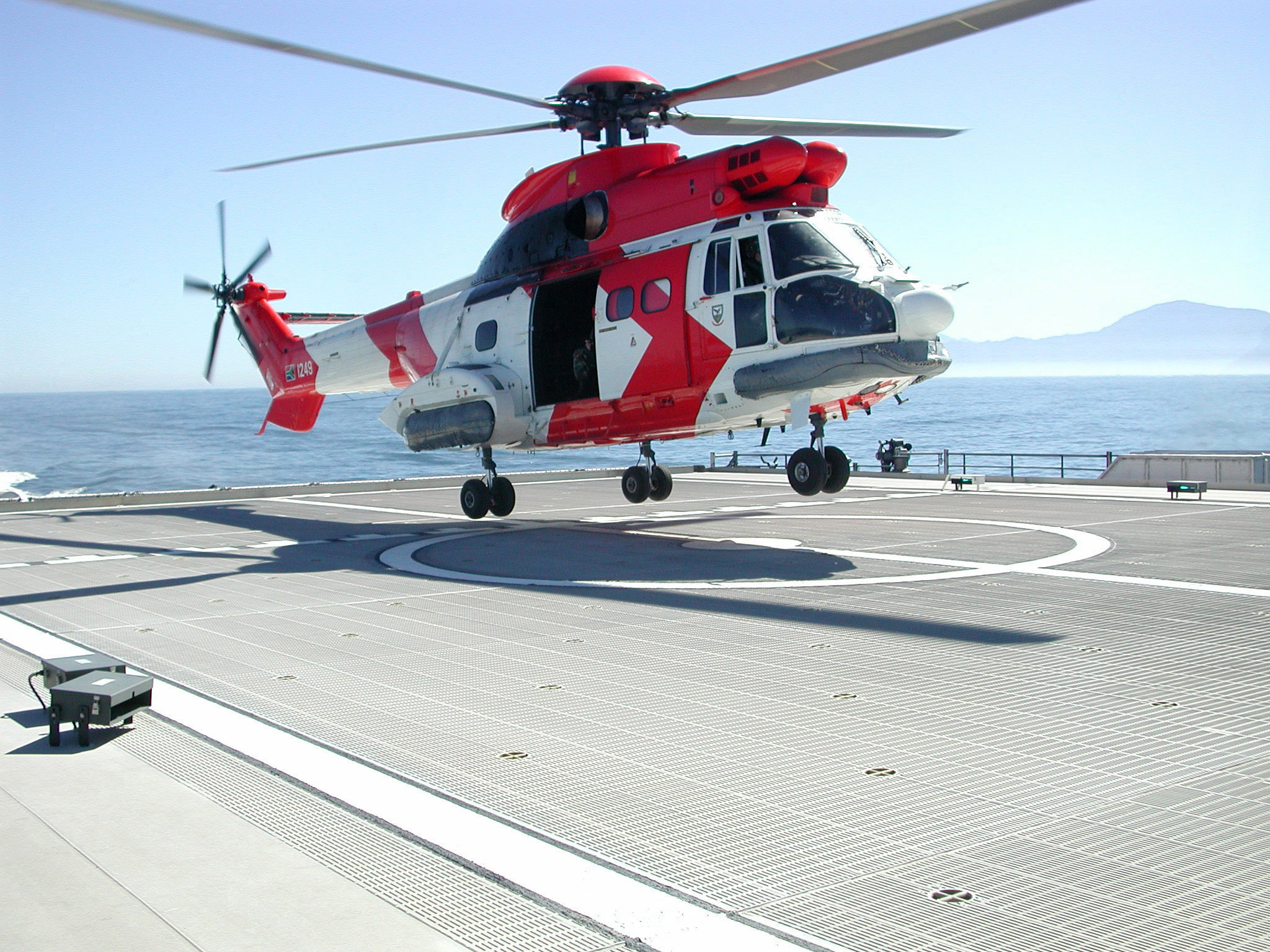
Helicóptero pousando em um helideck do navio HSV-2 Swift
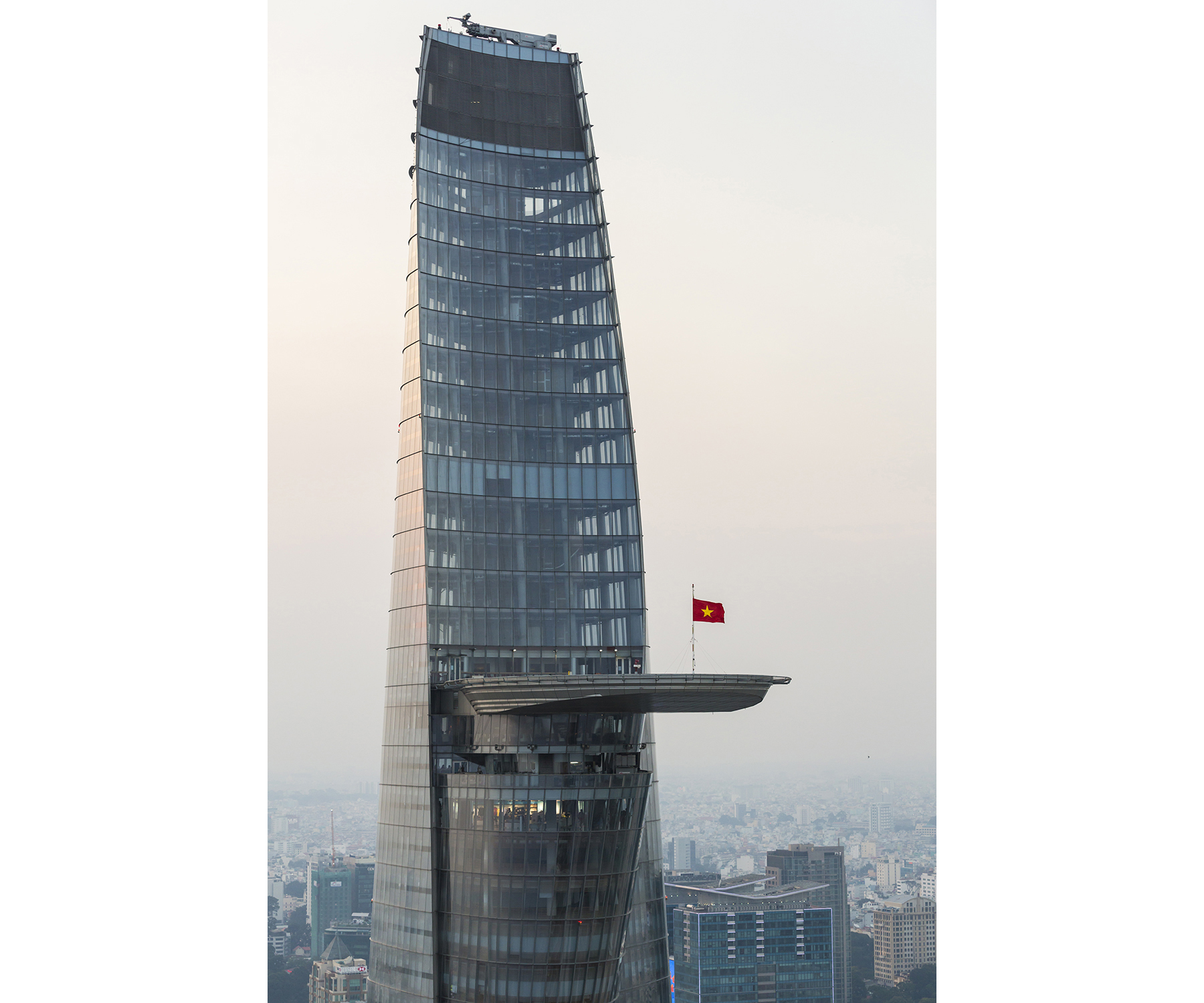
Heliponto da Bitexco Financial Tower, Ho Chi Minh, Vietnã
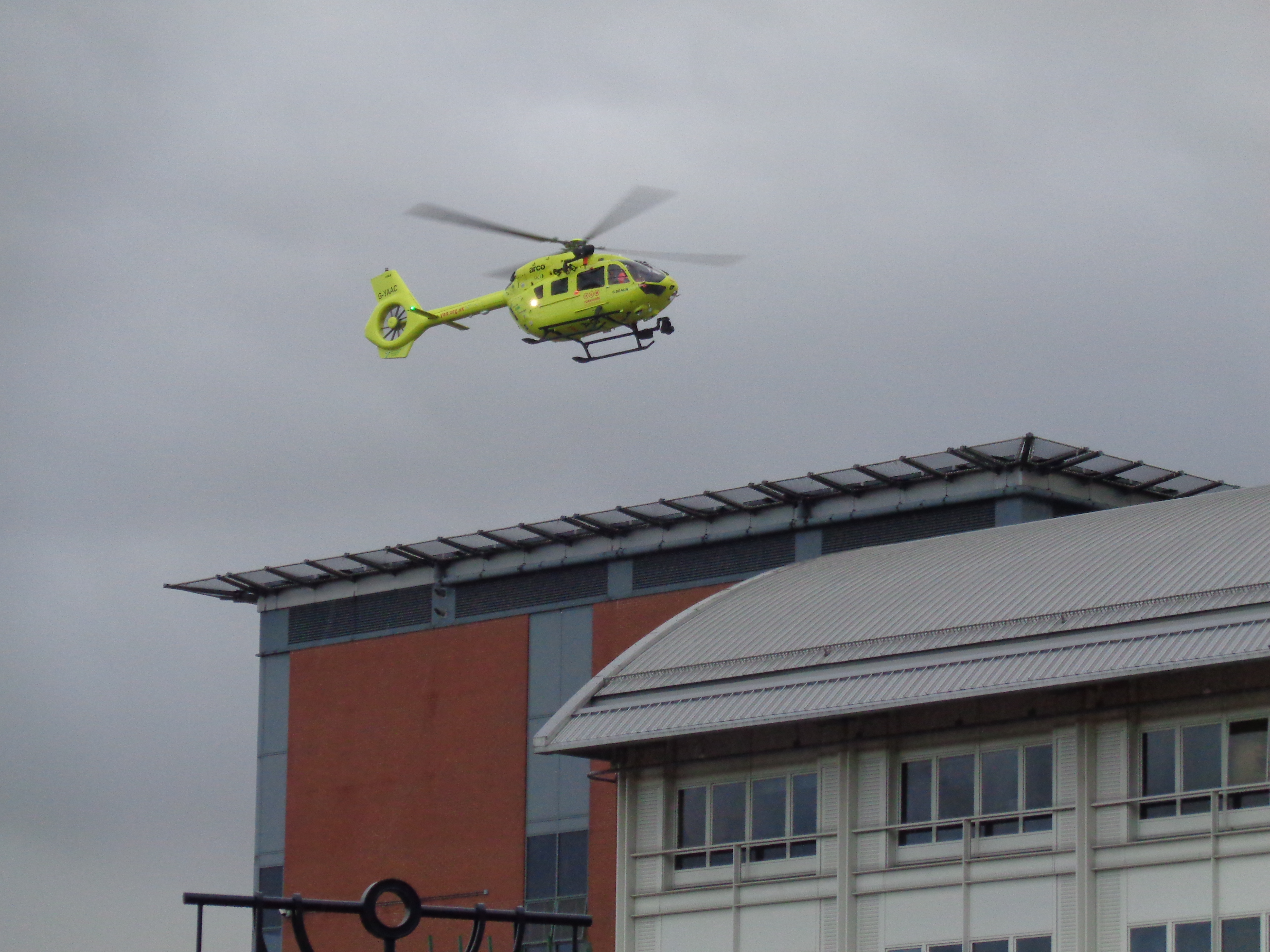
Helicóptero do Yorkshire Air Ambulance pousando no Leeds General Infirmary